# Norman Petty
Norman Petty (Clovis, 25 maggio 1927 – Lubbock, 15 agosto 1984) è stato un pianista e produttore discografico statunitense.
È conosciuto per aver lavorato con Buddy Holly e The Crickets. Ha anche registrato per Roy Orbison, Waylon Jennings e altri.